# Brouwerij Caulier (Brussel)

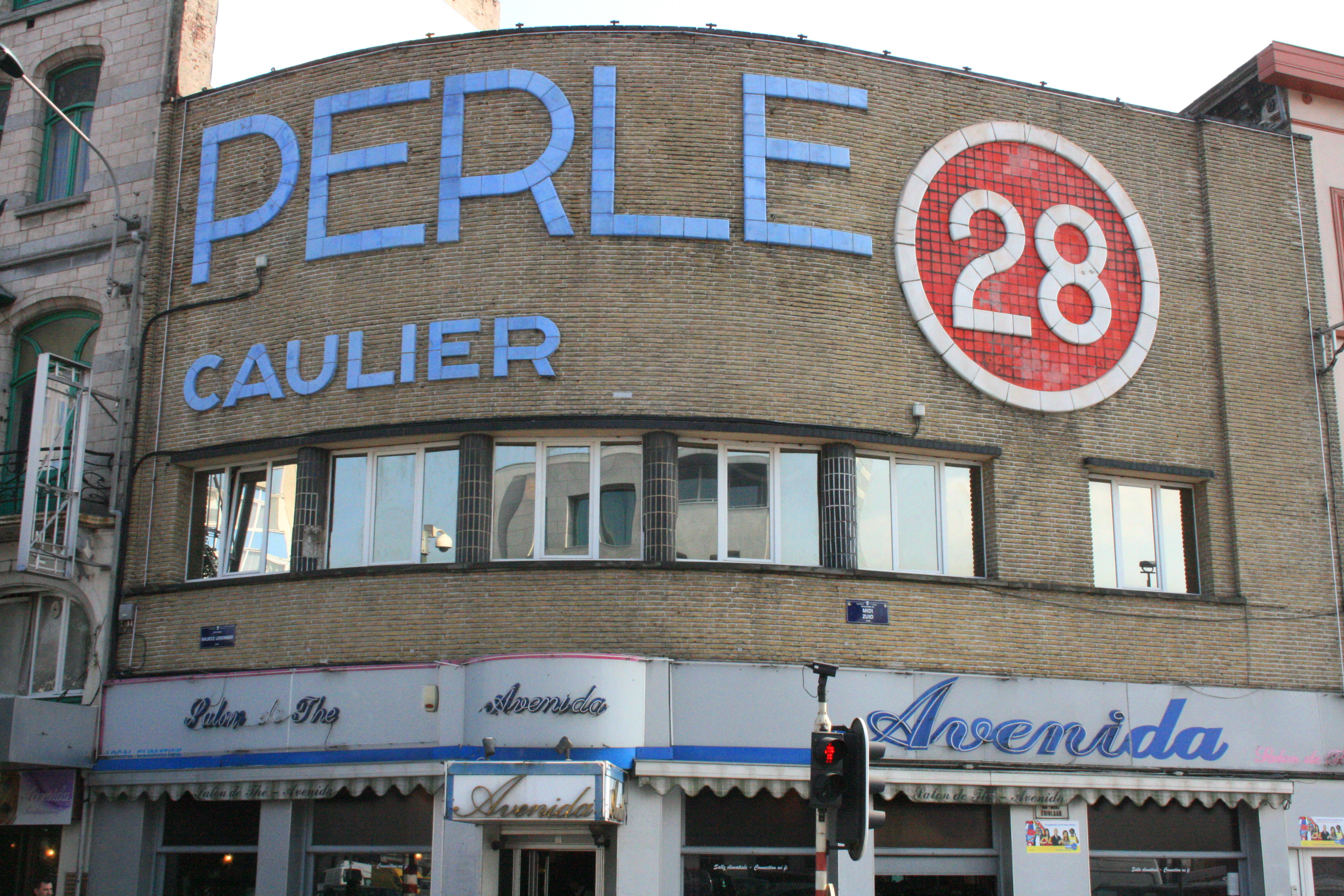
Caulier is nog zichtbaar in het straatbeeld in Brussel.

Brouwerij Caulier was een Belgische brouwerij uit Brussel.
De brouwerij werd tussen 1873 en 1875 opgericht in de Herrystraat te Laken. In 1964 nam zij sectorgenoot Imperial over. Beide brouwerijen participeerden vanaf 1960 in de Brasserie de Ghlin, een grote productiesite nabij Bergen, waardoor de Brusselse brouwerijen feitelijk bierfirma's werden.
Met het faillissement van de Brasserie de Ghlin verdween ook Caulier. Het merk Caulier is thans in handen van een bierfirma uit Aat.